# Forza d'intervento rapido
La Forza d'intervento rapido è stata un'unità militare interforze costituita da unità specializzate delle Forze armate italiane nel 1986
La Forza era impiegabile e rischierabile con aliquote pronte in 24 ore dall'allarme ed è stata impiegata nei Balcani durante le guerre jugoslave.
Il comando è stato sciolto il 18 maggio 1997 e parte delle forze che lo costituivano dal 1º ottobre 1997 entrarono a far parte del Comando delle forze operative di proiezione.

## Struttura
La forza era composta da:
- Brigata Paracadutisti "Folgore", compreso il Battaglione, in seguito Reggimento, Carabinieri Paracadutisti "Tuscania" (all'epoca i Carabinieri, non ancora forza Armata Autonoma, costituivano la prima  Arma dell''Esercito Italiano)
- Brigata "Friuli" (inizialmente unità di fanteria motorizzata, dal 1991 riconvertita in brigata meccanizzata e includente reparti di Bersaglieri e di Artiglieria Semovente)
- 1º Reggimento AVES "Antares" dell'Aviazione Leggera dell'Esercito,
- 78º Reggimento Fanteria Fucilieri Lupi di Toscana" dell'Gruppo d’intervento Rapido,
- 11º Battaglione trasmissioni "Leonessa" di Civitavecchia,
- Battaglione "San Marco" della Marina Militare,
- forze specialistiche dell'Aeronautica Militare.[1]